# Computação óptica
A computação óptica ou computação fotônica usa fótons produzidos por lasers ou diodos para fins de computação. Por décadas, os fótons mostraram a promessa de permitir uma largura de banda maior do que os elétrons usados em computadores convencionais (ver fibras ópticas).
A maioria dos projetos de pesquisa se concentra na substituição de componentes de computador atuais por equivalentes ópticos, resultando em um sistema de computador digital óptico que processa dados binários. Essa abordagem parece oferecer as melhores perspectivas de curto prazo para a computação óptica comercial, uma vez que os componentes ópticos podem ser integrados em computadores tradicionais para produzir um híbrido óptico-eletrônico. No entanto, os dispositivos optoeletrônicos consomem 30% de sua energia convertendo a energia eletrônica em fótons e vice-versa; esta conversão também retarda a transmissão de mensagens. Computadores totalmente ópticos eliminam a necessidade de conversões óptico-elétrico-óptico (OEO), reduzindo assim o consumo de energia elétrica.
Dispositivos específicos de aplicação, como radar de abertura sintética (SAR) e correlacionadores ópticos, foram projetados para usar os princípios da computação óptica. Correlatores podem ser usados, por exemplo, para detectar e rastrear objetos e para classificar dados ópticos.

## Componentes ópticos para computador digital binário
O bloco de construção fundamental dos computadores eletrônicos modernos é o transistor. Para substituir componentes eletrônicos por ópticos, é necessário um transistor óptico equivalente. Isto é obtido usando materiais com um índice de refração não linear. Em particular, existem materiais onde a intensidade da luz incidente afeta a intensidade da luz transmitida através do material de maneira semelhante à resposta atual de um transistor bipolar. Tal transistor óptico pode ser usado para criar portas lógicas ópticas, que por sua vez são montadas nos componentes de nível superior da unidade de processamento central (CPU) do computador. Estes serão cristais ópticos não lineares usados para manipular feixes de luz.
Como qualquer sistema de computação, um sistema de computação óptica precisa de três coisas para funcionar bem:
1. processador óptico
2. transferência de dados ópticos, por exemplo, cabo de fibra óptica
3. armazenamento óptico.[7]

### Controvérsia
Existem algumas divergências entre os pesquisadores sobre as futuras capacidades dos computadores ópticos; se eles podem ou não competir com computadores eletrônicos baseados em semicondutores em termos de velocidade, consumo de energia, custo e tamanho é uma questão em aberto. Os críticos observam que os sistemas lógicos do mundo real exigem "restauração de nível lógico, cascata, fan-out e isolamento de entrada-saída", todos atualmente fornecidos por transistores eletrônicos de baixo custo, baixa potência e alta velocidade. Para que a lógica óptica seja competitiva além de algumas aplicações de nicho, seriam necessários grandes avanços na tecnologia de dispositivos ópticos não lineares, ou talvez uma mudança na natureza da própria computação.

## Lógica fotônica

Realização de um portão NÃO controlado fotônico para uso em computação quântica

Lógica fotônica é o uso de fótons (luz) em portas lógicas (NOT, AND, OR, NAND, NOR, XOR, XNOR). A comutação é obtida usando efeitos ópticos não lineares quando dois ou mais sinais são combinados.

## Abordagens não convencionais

### Coprocessadores ópticos de Fourier
Muitos cálculos, particularmente em aplicações científicas, requerem o uso frequente da transformada discreta de Fourier 2D (DFT) – por exemplo, na resolução de equações diferenciais que descrevem a propagação de ondas ou a transferência de calor. Embora as tecnologias modernas de GPU normalmente permitam computação em alta velocidade de grandes DFTs 2D, foram desenvolvidas técnicas que podem realizar a transformada de Fourier contínua opticamente, utilizando a propriedade natural de transformação de Fourier das lentes. A entrada é codificada usando um modulador de luz espacial de cristal líquido e o resultado é medido usando um sensor de imagem CMOS ou CCD convencional. Essas arquiteturas ópticas podem oferecer uma escala superior de complexidade computacional devido à natureza inerentemente interconectada da propagação óptica e têm sido usadas para resolver equações de calor 2D.

### Máquinas de ising
Computadores físicos cujo design foi inspirado no modelo teórico de Ising são chamados de máquinas de Ising.
O laboratório de Yoshihisa Yamamoto em Stanford foi pioneiro na construção de máquinas Ising usando fótons. Inicialmente Yamamoto e seus colegas construíram uma máquina de Ising usando lasers, espelhos e outros componentes ópticos comumente encontrados em uma mesa óptica. 
Mais tarde, uma equipe da Hewlett Packard Labs desenvolveu ferramentas de projeto de chips fotônicos e as usou para construir uma máquina Ising em um único chip, integrando 1.052 componentes ópticos nesse único chip.